# Jim Kerr
James (Jim) Kerr (Glasgow, 9 juli 1959) is de frontman en zanger van de Schotse band Simple Minds.
Kerr was in 1977 een van de oprichters van de punkband Johnny And The Self Abusers. Onder het pseudoniem Pripton Weird was hij keyboardspeler en zanger in deze band. In november 1977 werd de naam gewijzigd in Simple Minds. Na diverse wijzigingen in de bezetting braken de Simple Minds in de jaren tachtig internationaal door. Kerr was als leadzanger het gezicht van de groep geworden. In 1988 was hij een initiatiefnemer van Freedomfest; een serie festivals in de Verenigde Staten en Europa waarop geageerd werd tegen de apartheid in Zuid-Afrika en tegen de gevangenschap van Nelson Mandela. Voor deze concerten schreef hij het nummer Mandela Day.
Jim Kerr bleef met Simple Minds als frontman optreden en albums opnemen. In 2003 zong hij ook de hit Cynical Heart van Jam & Spoon. In 2021 en 2022 zijn Simple Minds bezig aan hun door de coronapandemie uitgestelde 40 Years Of Hits tour, waarvan een concert op 19 april 2022 plaatsvond in het Ziggo Dome te Amsterdam. Enkel Kerr en Charlie Burchill zijn nog oorspronkelijke leden van de groep.

## Privé
- Kerr was getrouwd met de Amerikaanse zangeres Chrissie Hynde (1984–1990) en de Engelse actrice Patsy Kensit (1992–1996). Uit het eerste huwelijk werd een dochter geboren, uit het tweede huwelijk een zoon.
- Kerr is sinds 2004 eigenaar van een hotel in zijn woonplaats Taormina, Sicilië, genaamd Villa Angela, dat hij samen runt met zijn Japanse vriendin Yumi.[1]
- Kerr is een supporter van de Schotse voetbalclub Celtic. In 1998 maakte hij samen met onder meer oud-speler Kenny Dalglish deel uit van een consortium dat tevergeefs probeerde de club over te nemen.[2]

- Bibsys: 13066228
- Bibliothèque nationale de France: cb16229562v (data)
- Gemeinsame Normdatei: 134728459
- International Standard Name Identifier: 0000 0001 2025 5455
- Library of Congress Control Number: nb2018012473
- MusicBrainz: 7d2d3544-fe1d-4dfd-80fe-eafe92dc1356
- Nationale Bibliotheek van Tsjechië: xx0136915
- Nederlandse Thesaurus van Auteursnamen: 317624024
- Virtual International Authority File: 50442298
- WorldCat: E39PBJfmtjJTjMpHJbyTKWM9Dq